# Liste der Stolpersteine in Berlin-Marienfelde
Die Liste der Stolpersteine in Berlin-Marienfelde enthält die Stolpersteine im Berliner Ortsteil Marienfelde im Bezirk Tempelhof-Schöneberg, die an das Schicksal der Menschen erinnern, die im Nationalsozialismus ermordet, deportiert, vertrieben oder in den Suizid getrieben wurden. Die Tabelle erfasst insgesamt sieben Stolpersteine und ist teilweise sortierbar; die Grundsortierung erfolgt alphabetisch nach dem Familiennamen.
| Bild | Name               | Standort                | Verlegedatum  | Leben |                     |
| ---- | ------------------ | ----------------------- | ------------- | --- | ------------------- |
|      | Ernst Löwe         | Emilienstraße 14        | 12. Mai 2011  | Ernst Löwe kam am 19. März 1870 in Berlin in einer jüdischen Familie auf die Welt. Er wurde Kaufmann und betrieb ein Spielwarengeschäft in Charlottenburg. Er heiratete 1916 die nichtjüdische Margarete Schüler, eine ehemalige Angestellte. Da er wohlhabend war, kaufte er Mitte der 1920er Jahre ein Haus in Marienfelde, Emilienstraße 7 (heute 14). In der Weltwirtschaftskrise verlor er sein Vermögen und musste als Handlungsgehilfe bei dem Bankhaus Paul Löwe arbeiten (der Inhaber dieses Bankhauses wurde ebenfalls von den Nazis ermordet und hat einen Stolperstein in Friedenau in der Stierstraße 21). 1933 teilte Ernst Löwe sein Haus in zwei Wohnungen, von denen er eine vermietete. Auf den Druck der Nazis hin ließen sich die Eheleute 1939 scheiden, Margarete Löwe erhielt das Haus und Ernst Löwe lebte dort offiziell als Untermieter. Nach der Scheidung genoss er aber nicht mehr den Schutz einer „Mischehe“, er wurde am 10. September 1942 nach Theresienstadt und von dort am 29. September 1942 in das Vernichtungslager Treblinka verschleppt. Von den dorthin verschleppten Personen hat niemand überlebt. | 52.424002 13.370933 |
|      | Antonie Plattring  | Kirchstraße 84          | 25. Nov. 2011 | Antonie Sommer, genannt Toni, kam am 5. September 1883 in Czernowitz (damals Österreich, heute Ukraine) in einer jüdischen Familie zur Welt. Sie heiratete den Kaufmann Naftalin Plattring und ging mit ihm auf die Philippinen. Dort auf der Insel Cebu kamen ihre fünf Kinder zur Welt: Friedrich 1902, Adolf Marcus 1904, Fanny Luise 1911, Flora 1913 und Jeanette 1915. Naftalin Plattring handelte mit Perlen, er beherrschte mehrere Sprachen, unter anderem Spanisch, er selbst nannte sich deswegen Natalio. Um 1922 zog die Familie nach Berlin, wo Naftalin Plattring mit seinem Partner Rudolf Stern die Firma Stern-Verschlüsse gründete. Privat wohnte die Familie ab 1927 im eigenen, neu erbauten Haus in der Kirchstraße 84 in Marienfelde. Nach dem Tod von Rudolf Stern führte Naftalin Plattring den Betrieb als Geschäftsführer, die beiden Söhne waren ebenfalls dort tätig. Nach 1936 musste Naftalin Plattring die ihm gehörenden Gesellschaftsanteile an der Firma weit unter Wert an die Mitgesellschafter verkaufen; im Jahr 1937 wurde der Betrieb liquidiert. Den fünf Kindern gelang die Ausreise, Naftalin und Toni Plattring dagegen nicht. Sie wurden gezwungen, die ihnen gehörenden Grundstücke zu verkaufen und als Untermieter in ein Zimmer in der Uhlandstraße 182 zu ziehen. Am 13. Januar 1942 wurden Toni und Naftalin Plattring nach Riga deportiert, wo sie zu einem unbekannten Zeitpunkt zu Tode kamen. | 52.421088 13.37423  |
|      | Naftalin Plattring | Kirchstraße 84          | 25. Nov. 2011 | Naftalin (Natalio) Plattring kam am 26. Juni 1878 in Tarnopol (damals Österreich, heute Ukraine) in einer jüdischen Familie auf die Welt. Er heiratete Antonie, genannt Toni, Sommer und wanderte mit ihr in die Philippinen aus. Er erhielt die philippinische Staatsangehörigkeit und ihre fünf Kinder kamen dort auf der Insel Cebu auf die Welt: Friedrich 1902, Adolf Marcus 1904 Fanny Luise 1911, Flora 1913 und Jeanette 1915. Naftalin Plattring handelte mit Perlen, er beherrschte mehrere Sprachen, unter anderem Spanisch, deswegen nannte er sich selbst Natalio. Anfang der 1920er Jahre zog die Familie nach Berlin und wohnte ab 1927 im eigenen, neu erbauten Haus Kirchstraße 84 in Marienfelde. Naftalin Plattring betrieb mit seinem Partner Rudolf Stern eine Fabrik zur Herstellung von Flaschenverschlüssen, nach dem Tod seines Geschäftspartners leitete er die Firma als Geschäftsführer, zwei seiner Söhne arbeiteten ebenfalls mit. 1936 wurde Naftalin Plattring gezwungen, seine Anteile an der Firma weit unter Wert an die Mitgesellschafter zu verkaufen; die Liquidierung des Betriebes erfolgte 1937. Den fünf Kindern gelang die Ausreise ins rettende Ausland, Naftalin Plattring und seiner Frau Toni dagegen gelang die Ausreise nicht mehr. Nach 1938 mussten die Eheleute die ihnen gehörenden Grundstücke verkaufen, sie lebten als Untermieter in einem Zimmer in der Charlottenburger Uhlandstraße 182. Am 13. Januar 1942 wurden Naftalin und Toni Plattring nach Riga deportiert, ihre Todesdaten sind unbekannt. | 52.421088 13.37423  |
|      | Adolf Schiller     | Kirchstraße 85          | 25. Nov. 2011 | Adolf Schiller kam am 7. Juli 1861 in Hindenburg (Zabrze)/Oberschlesien in einer jüdischen Familie auf die Welt. Er studierte an der Technischen Hochschule in Berlin und heiratete Emma geborene Schiller. Die Ehe blieb kinderlos. In ihrem Haushalt lebte die unverheiratete Schwester von Emma, Clara Schiller. Adolf Schiller war von 1915 an Stadtverordneter in Schöneberg und von 1916 bis 1918 als Regierungsbaumeister Deputierter für Kanalisation, Hochbau, Rathausbau, Straßenreinigung und Kassenrevision. Von 1906 bis 1930 war er Inhaber der Glasmaschinen-Industrie GmbH und der Haidemühler Glashüttenwerke. Er machte eine Reihe von Erfindungen auf dem Gebiet der Hohlgläser und deren Verschlüsse, diesbezüglich besaß er 25 Patente. Privat sammelte er antike Gläser und andere Kunstgegenstände, die er in einer Auktion 1929 veräußerte. Mit Frau und Schwägerin wohnte er in den Jahren von 1926 bis 1935 in einer Villa Am Seepark 112 (Straße heute nicht mehr existent, in etwa zwischen Hans-Rosenthal-Platz und Straße am Volkspark) mit Chauffeur und Gärtner. 1935 musste die Familie in die Prinzregentenstraße 11 ziehen. 1938 schloss Adolf Schiller für ein Haus in der Kirchstraße 85 einen Mietvertrag über drei Jahre ab. 1940 mussten sie dort wieder ausziehen und sie waren gezwungen, als Untermieter zu Henriette Thau geborene Pinkus in die Landsberger Straße 14 nach Friedrichshain zu ziehen. Am 14. Januar 1943 wurde Adolf Schiller mit dem 81. Alterstransport nach Theresienstadt deportiert. Dort starb er am 3. Februar 1943, Diagnose: Magenkrebs. Seine Frau Emma Schiller befand sich zur Zeit seiner Deportation im Krankenhaus; sie wurde am 17. März 1943 mit ihrer Schwester Clara ebenfalls nach Theresienstadt deportiert. Als sie dort ankam, war ihr Mann schon tot. Emma Schiller starb am 14. April 1943. | 52.421437 13.374463 |
|      | Clara Schiller     | Kirchstraße 85          | 25. Nov. 2011 | Clara Schiller kam am 20. Juli 1875 in Königshütte in einer jüdischen Familie auf die Welt. Ihre Schwester Emma heiratete den Regierungsbaumeister, späteren Baurat und selbständigen Glasfabrikanten Adolf Schiller. Clara Schiller blieb ledig und lebte bei ihrer Schwester und ihrem Schwager in Berlin, von 1926 bis 1935 in einer hochherrschaftlichen Villa Am Seepark, Hindenburgstraße 112 (Straße heute nicht mehr existent, etwa zwischen Hans-Rosenthal-Platz und Straße am Volkspark). Ihr Schwager hatte eine kostbare Sammlung antiker Gläser und anderer Kunstgegenstände, die jedoch bereits 1929 versteigert werden musste. 1935 erfolgte – vermutlich bereits unter Zwang – der Auszug aus der Villa und der Umzug in die Prinzregentenstraße 11. Im Jahr 1938 schloss Adolf Schiller einen Mietvertrag für drei Jahre über ein Haus in der Kirchstraße 85. Vor Ablauf des Mietvertrages mussten Clara, Emma und Adolf Schiller dort wieder ausziehen und als Untermieter zu Henriette Thau geborene Pinkus in die Landsberger Straße 14 ziehen. Während ihre Schwester Emma für mehrere Monate im Krankenhaus lag, wurde ihr Schwager Adolf nach Theresienstadt deportiert; dort starb er am 3. Februar 1943. Clara selbst wurde zusammen mit ihrer Schwester Emma im 4. und letzten "großen Alterstransport" am 17. März 1943 nach Theresienstadt deportiert; ihre Schwester starb dort am 14. April 1943, Clara wurde am 16. Mai 1943 nach Auschwitz deportiert und dort zu einem unbekannten Zeitpunkt ermordet. | 52.421437 13.374463 |
|      | Emma Schiller      | Kirchstraße 85          | 25. Nov. 2011 | Emma Schiller kam am 21. Januar 1865 in Mechtal (Miechowitz)/Oberschlesien in einer jüdischen Familie auf die Welt. Sie heiratete den Regierungsbaumeister, späteren Baurat und selbständigen Glasfabrikanten Adolf Schiller. Die Ehe blieb kinderlos, ihre unverheiratete Schwester Clara wohnte bei ihnen. Die Familie war wohlhabend: von 1926 bis 1935 lebten sie in einer hochherrschaftlichen Villa Am Seepark, Hindenburgstraße 112 (Straße heute nicht mehr existent, in etwa zwischen Hans-Rosenthal-Platz und Straße am Volkspark). Ihr Mann hatte eine wertvolle Sammlung antiker Gläser und anderer Kunstgegenstände angelegt, die aber bereits 1929 versteigert wurde. 1935 mussten sie in die Prinzregentenstraße 11 ziehen, 1938 schloss Adolf Schiller einen Mietvertrag über drei Jahre für das Haus Kirchstraße 85. Noch vor Ablauf des Mietvertrages mussten sie auch hier ausziehen und als Untermieter zu Henriette Thau geborene Pinkus in die Landsberger Straße 14 ziehen. Emma Schiller erkrankte und befand sich zwischen Ende 1942 und März 1943 im Krankenhaus. Während dieser Zeit wurde ihr Mann nach Theresienstadt deportiert, wo er am 3. Februar 1943 an Magenkrebs starb. Emma Schiller selbst wurde nach der Entlassung aus dem Krankenhaus am 17. März 1943 mit ihrer Schwester Clara nach Theresienstadt deportiert. Dort starb sie am 14. April 1943. | 52.421437 13.374463 |
|      | Oskar Wallach      | Bruno-Möhring-Straße 17 | 25. Nov. 2011 | Oskar Wallach kam am 16. April 1894 in Osterode am Harz als Sohn des Kaufmanns Joseph Wallach und seiner Frau Ida geborene Rosenbaum zur Welt. Er kämpfte im Ersten Weltkrieg und studierte anschließend Medizin. Nach Erhalt der Approbation im August 1928 wurde er Facharzt für Allgemeinmedizin. 1933 ließ er sich mit eigener Praxis in der Parallelstraße 21 (heute Bruno-Möhring-Straße 21) in Marienfelde nieder, auch privat wohnte er dort. Als ihm 1938 die Approbation entzogen wurde, verkaufte er die Praxis an den nichtjüdischen Arzt Dr. Helmut Urban und zog mit seiner verwitweten Mutter Ida, seiner Schwester Paula (geboren 1895) und seinem Bruder Wilhelm (geboren 1883) in die Gasteiner Straße 4 nach Wilmersdorf. Oskar Wallach soll zu Zwangsarbeit im Straßenbau gezwungen worden sein. 1941 musste Oskar Wallach mit seinem Bruder Wilhelm als Untermieter in die Dahlmannstraße 28 nach Charlottenburg ziehen. Von dort wurden die Brüder am 24. Oktober 1941 nach Lodz ins Ghetto deportiert. Hier traf Oskar Wallach auf Therese Hammerschmidt (geborene Neumann), die er am 10. Dezember 1941 im Ghetto heiratete. Sie sollen einen Sohn bekommen haben, der aber bald verstarb. Oskar Wallach wurde am 2. Juli 1942 in ein unbekanntes KZ gebracht, am 25. Februar 1945 wurde er aus dem KZ Groß-Rosen ins KZ Flossenbürg getrieben, ob zu Fuß oder per Bahn ist unbekannt. Der Zeitpunkt seines Todes ist nicht bekannt, nach dem Ende des Zweiten Weltkrieges wurde er mit Wirkung zum 31. Dezember 1945 für tot erklärt. Therese Wallach wurde ins KZ Stutthof verbracht, wo sich ihre Spur verliert. Oskars Bruder Wilhelm starb am 24. April 1942 in Lodz, seine Mutter, die mit ihrer Tochter Paula nach Theresienstadt deportiert wurde, starb ebenda am 28. November 1942. Die Schwester Paula wurde noch nach Auschwitz deportiert, wo sie zu einem unbekannten Zeitpunkt ermordet wurde. Die Inschrift "überlebt" auf dem Stolperstein entspricht nicht dem heutigen Erkenntnisstand. | 52.423142 13.369346 |